# Розбитувка
Розбитувка (пол. Rozbitówka) — деревня в Бяльском повете Люблинского воеводства Польши. Входит в состав гмины Тучна. По данным переписи 2011 года, в деревне проживало 95 человек.

## География
Деревня расположена на востоке Польши, к западу от реки Западный Буг, на расстоянии приблизительно 34 километров к юго-востоку от города Бяла-Подляска, административного центра повета. Абсолютная высота — 154 метра над уровнем моря. К востоку от населённого пункта проходит региональная автодорога 816.

## История
В конце XVIII века деревня входила в состав Брестского повета Великого княжества Литовского. По данным на 1827 год имелось 27 дворов и проживало 175 человек. Согласно «Справочной книжке Седлецкой губернии на 1875 год» деревня входила в состав гмины Межилесь Бельского уезда Седлецкой губернии.
В период с 1975 по 1998 годы находилась в составе Бяльскоподляского воеводства.

## Население
Демографическая структура по состоянию на 31 марта 2011 года:
|         | Всего | До трудоспособного возраста | Трудоспособного возраста | Старше трудоспособного возраста |
| ------- | ----- | --------------------------- | ------------------------ | ------------------------------- |
| Мужчины | 48    | 10                          | 27                       | 11                              |
| Женщины | 47    | 8                           | 18                       | 21                              |
| Всего   | 95    | 18                          | 45                       | 32                              |